# Vasil Etropolski
Vasil Mihailov Etropolski (în bulgară Васил Михайлов Етрополски; n. 18 martie 1959, Sofia, Republica Populară Bulgaria) este un fost scrimer bulgar specializat pe sabie, laureat cu aur la Campionatul Mondial de Scrimă din 1983 de la Viena, cucerind în total șase medalii mondiale. A câștigat clasamentul general al Cupei Mondiale de Scrimă în 1983, 1985 și 1986.
Este geamănul lui Hristo Etropolski, care a fost și el un sabrer de performanță, membru lotului național.

## Carieră
S-a apucat de scrimă la vârsta de 13 ani sub îndrumarea lui Nikola Svecinikov la clubul Stadionului Național Vasil Levski, apoi s-a transferat la OSK Slavia, unde a activat toată cariera. 
În anul 1979 s-a alăturat echipei naționale a Bulgariei, cu care a participat la Jocurile Olimpice de vară din 1980 de la Moscova, clasându-se pe locul 4 la individual și pe locul 8 pe echipe. În anul următor a câștigat turneul de la Torino, apoi cel de la Sankt Petersburg. În anul 1983 a devenit primul campion mondial la scrimă din Bulgaria după ce l-a învins în finala pe italianul Gianfranco Dalla Barba, fratele său Hristo clasându-se pe locul 3. A câștigat și clasamentul general al Cupei Mondiale de Scrimă cu un număr record de 124 de victorii. Pentru aceste rezultate a fost ales cel mai bun sportiv bulgar al anului. 
Doi ani mai târziu, a cucerit medalia de argint pe echipe la Campionatul Mondial din 1985, cel mai bun rezultat din istoria Bulgariei. A reușit să reediteze aceasta performanță la Campionatul Mondial din 1987. La Seul 1988, cea de-a două participare la Jocurile Olimpice, s-a clasat doar pe locul 13 la individual și pe locul 8 pe echipe.
După căderea Zidului Berlinului în 1989 a plecat la New York, unde a lucrat ca informatician. În paralel a continuat să practice scrimă, inclusiv în competiții internaționale, fiind și antrenor la New York Athletic Club. În 2009, cu alți antrenori, a înființat în Bulgaria o academie de scrimă care îi poartă numele. În același an a câștigat Campionatul Mondial de veterani de la Moscova. A cochetat cu idea de a se califica la Jocurile Olimpice din 2012, participând la Campionatul Mondial din 2010, dar proiectul acesta nu s-a concretizat.
În anul 2013 a fost inclus în Hall of Fame-ul scrimei, împreună cu fratele său Hristo.

## Legături externe
- bg  etropolskifencing.com, site-ul oficial al Academiei Etropolski
- en  Prezentare Arhivat în 3 iunie 2016, la Wayback Machine. la Confederația Europeană de Scrimă
- en Vasil Etropolski la Olympedia.org